# Ney (instrument)
Pour les articles homonymes, voir Nay, Ney et Naï.

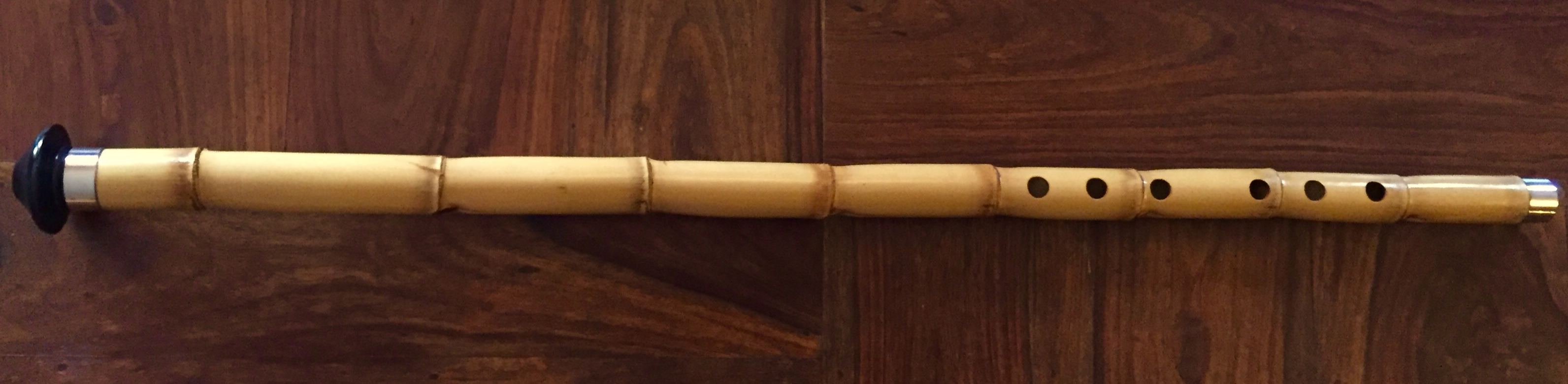
Ney de Turquie.

Le ney (persan), nay, naï ou nâi (tel que translittéré du persan ou de l'arabe) est une flûte à embouchure terminale en roseau, souvent jouée en position oblique d'où l'appellation de flûte oblique qui ne devrait pas être employée (voir les illustrations dans cet article).
Ses plus anciennes formes datent de Sumer (2800 av. J.-C.) et de l'âge des pyramides (représentation sur des peintures tombales égyptiennes vers 3000-2500 av. J.-C.).

## Étymologie
Tous ces noms homophones proviennent d'un unique mot persan signifiant « roseau ». La prononciation est (phonétique) [naj] pour l'orthographe nay, et [nɛj] pour ney.
Par commodité, le terme ney est utilisé pour les flûtes turques et persanes, et le terme nay pour la flûte arabe. Il ne faut pas les confondre avec le naï ou nai, roumain qui est une flûte de Pan.

## Histoire

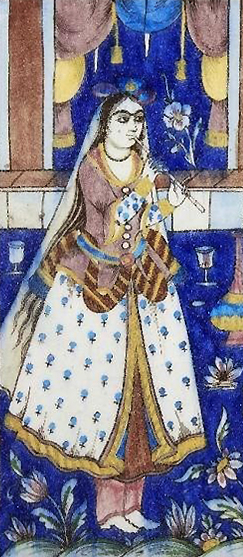
Femme iranienne jouant du ney, XIXe siècle.

Ce sont trois instruments de musique savante joués dans les mondes arabe, turc et persan, à ne pas confondre avec d'autres flûtes populaires en roseau de ces mêmes régions et du même type organologique : narr (Rajasthan), gasba, guesba, fahal, jawak, awada (Maghreb), kawala, suffara, gharb (Égypte), shabbaba, shbiba, lula (Iraq), kaval turco-balkanique (dérivé en bois) ou blul (Arménie). Ces flûtes diffèrent autant par la facture que par le répertoire ou les techniques d'exécution particulières.
Le ney « savant » apparaît à la faveur des concerts spirituels de Jalal Ud Din Rumi, les samâ's, s'inspirant du Mathnavi, son œuvre maîtresse où il se compare à un ney. Ce sont donc les derviches soufis de la confrérie Mevlevi qui seraient à l'origine de son perfectionnement et de sa propagation du monde turco-persan au monde arabe.

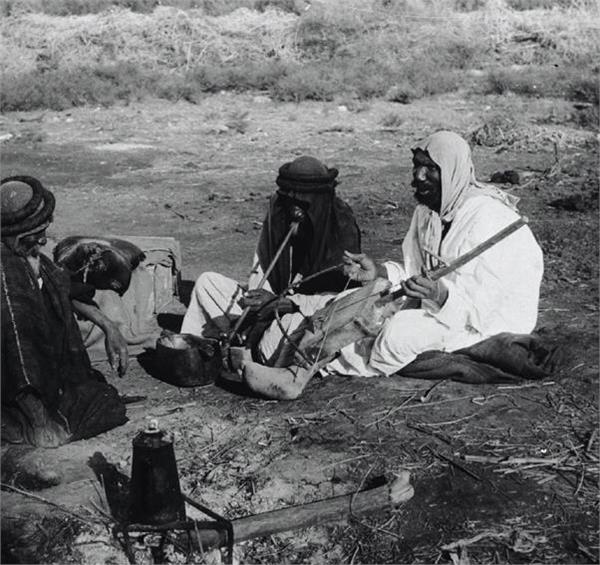
Bédouins de Palestine jouant du nay, 1935.

Sachant que les théories musicales de ces cultures sont différentes (le congrès du Caire, en 1932, a mis en évidence des disparités sensibles dans les échelles (toutes non tempérées), et dans le moyen de les construire), ces instruments montrent des particularités selon l'aire d'usage, utilisant des gammes propres chacune à ces musiques respectives (les micro-intervalles nécessaires pour rendre parfaitement ces échelles sont obtenus en éloignant légèrement la flûte de l'axe de la bouche). La justesse obtenue est remarquable de précision, c'est d'ailleurs indispensable puisque la mélodie dans la modalité non tempérée ne supporte pas d'approximations s'agissant de la justesse.
L'instrument se décline en de nombreuses tailles correspondant chacune à un ton différent. Ainsi, les flûtistes orientaux, pour éviter les transpositions par les doigtés, disposent en général de plusieurs neys, dont chacun donne une fondamentale et un registre différents. Ils peuvent ainsi transposer en conservant leurs doigtés et jouer de concert avec différents instruments et chanteurs. Ceci est une pratique courante pour le nayati (joueur de nay) arabe, mais aussi du musicien turc (qui joue souvent sur une paire de neys, par exemple un mansour et un kiz) ou persan.

## Facture
La perce de l'instrument (la destruction des cloisons au niveau des nœuds) à l'aide d'une tige de fer rougie au feu est une phase importante dans cette facture instrumentale. En effet, pour ces trois flûtes les trous de jeux sont équidistants ; l'instrument serait faux si la perce était parfaitement cylindrique et c'est en « rognant » plus ou moins ces cloisons, et donc en laissant des rétrécissements à certains nœuds, que le bon accord de l'instrument sera obtenu.
Outre les vertus symboliques attachées au nombre de nœuds, on voit que ce nombre et leurs emplacements à proximité des trous de jeu sont des éléments essentiels de la facture. En général, les trous de jeu sont aussi percés à l'aide d'une tige de fer rougie au feu.

### Ney arabe

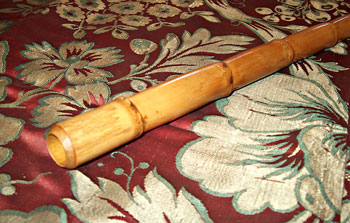
Embouchure d'un nay arabe.

Le nay arabe est constitué d’un simple roseau formé de neuf segments (huit nœuds), ouvert aux deux extrémités et dépourvu d'encoche mais biseauté à l'extérieur de l'embouchure.
Il comporte six trous de jeu antérieurs, répartis en deux groupes similaires de trois placés dans les sixième, septième et huitième segments, et un trou postérieur situé au milieu de l'instrument, qui est bouché par le pouce.

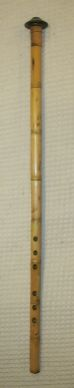
Ney « mansur » turc avec embouchure.

C'est le plus petit des trois types avec en moyenne 40 à 60 cm de long et c'est aussi le modèle le plus ancien, dont les deux autres, turc et persan, découlent.

### Ney turc
Le ney turc connaît une évolution propre depuis le XIIIe siècle, mais le corps de l'instrument est absolument semblable à la description donnée pour le nay arabe. La différence essentielle réside d'une part dans le rajout d'une embouchure, le başpâre, en ivoire, en os, corne ou plastique, et de bagues métalliques pour le solidifier d'autre part.
C'est le plus grand avec une taille de 70 à 90 cm en moyenne. Il est souvent plus large en proportion que le nay arabe, ce qui a pour effet de favoriser l'émission des sons les plus graves de la flûte. Ceci correspondant bien sûr aux nécessités du répertoire turc, globalement plus grave et méditatif que le répertoire arabe.

### Ney persan
Le ney iranien diffère des deux précédents. Il comporte seulement six trous (dont un arrière bouché avec le pouce). Il est biseauté à l'intérieur de l'embouchure et montre parfois une petite encoche, ou bien comporte une bague métallique, ce qui permet de ne pas abîmer le rebord car la technique de jeu, dite "dentale" (voir plus bas).
Une autre bague de métal vient parfois protéger l'extrémité de l'instrument afin de le rendre plus solide. Le roseau doit avoir sept segments (six nœuds) et les trous sont dissymétriques car répartis en un groupe de trois, placés dans les quatrième et cinquième segments, et un groupe de deux placés dans les cinquième et sixième segments. Il est parfois décoré à la pyrogravure.
Sa taille est de 50 à 70 cm.

## Jeu
On en joue assis en tailleur, sur les talons, sur une chaise ou encore debout selon les traditions et la qualité de souffle recherchée. On en joue des musiques savantes ou folkloriques en solo comme en ensemble.
La technique de jeu est complexe car l'embouchure ne dispose pas d'un système en sifflet comme sur la flûte à bec, mais, comme sur la flûte traversière, elle est libre et ouverte.
C'est donc le musicien qui doit diriger son souffle de manière opérationnelle vers le rebord du tuyau afin qu'un son soit émis. Cela est difficile (et plus encore sur le ney persan) mais cela permet en revanche au flûtiste de modifier le timbre et la justesse du son selon la position des lèvres et de la langue, et en modifiant l'angle entre les lèvres et l'embouchure, le doigté servant essentiellement à émettre les notes.
Les micro-intervalles typiques des traditions musicales arabe, turque et persane sont obtenus par la combinaison entre la variation de l'inclinaison relative tête-roseau et l'obturation partielle des trous et de l'embouchure.

### Technique arabo-turc
Pour jouer du ney arabo-turc (technique labiale par opposition à dentale), on dispose l'embouche contre sa lèvre inférieure et on incline le roseau selon deux obliquités différentes puis, en avançant les lèvres, on forme un trou rond de trois millimètres de diamètre.
Le souffle doit être léger mais assez fort pour que l'air ne soit pas chaud et que la moitié de l'air soufflé entre dans le ney.
Le doigté utilise les premières phalanges et non les pulpes des doigts pour obturer les trous.

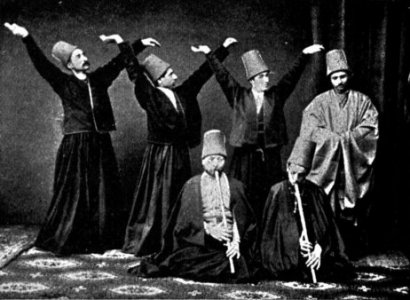
Mevlevi jouant du ney

| Ney arabo-turc                                                      | Ney                            | Ney iranien                            |
| Vue de face                                                         | Vue de profil                  | Vue de face                            |
| ------------------------------------------------------------------- | ------------------------------ | -------------------------------------- |
| ___ /ô_ô\ \<o>/ \ \ <─── Ney arabo-turc \                           | ___ /( ô\ \___< \ \ <─── Ney \ | ___ /ô_ô\ \<o>/ \| <─── Ney iranien \| |
| <▨> En orange : la tête du musicien <▨> En brun : la flûte (le ney) |                                |                                        |

### Technique persane
La technique de jeu du ney iranien, dite technique dentale, consiste à positionner l'embouchure entre les dents (incisives) et à diriger le souffle avec la langue recourbée à l'intérieur de la bouche et dont la pointe repose sur le rebord du tuyau derrière les dents, et un côté de la lèvre supérieure relevé pour laisser passer le son. Il en résulte un son riche et puissant dans les graves car la cavité buccale sert, en quelque sorte, de caisse de résonance.
Nayeb Asadollah, dans les années 1920, emprunta cette technique aux Turkmènes. Dans cette technique, le ney est tenu droit. Cependant, des variations de positions permettent aussi l'altération des notes. Le doigté utilise plutôt les deuxièmes phalanges.

### Technique commune
Le ney est nommé selon la note produite lorsque le premier trou est ouvert, tel le dokah (nom turc pour la note ré) de la musique arabe qui produit la note ré comme fondamentale, le mansur (sol grave), le kiz (la grave) et le yildiz (si).
Alors que les flûtes européennes utilisent uniquement le premier et second harmonique des notes produites pour leurs deux premières octaves, le ney a la particularité d'utiliser toutes la série des harmoniques : fondamentale, octave, douzième (ou quinte de l'octave), quinzième (ou octave de l'octave), etc.
Ainsi, sur un dokah, en utilisant uniquement le doigté du ré grave, un musicien aguerri produira les notes suivantes : ré grave, ré médium, la médium, ré aigu, fa aigu et la aigu. Ceci est rendu possible par l'organologie de l'instrument : la perce est très étroite, permettant de produire plus facilement les harmoniques aigus.
Ce dernier point est assez vrai pour le nay arabe, mais pas pour les neys turcs et persans, lesquels jouent rarement dans les registres au-delà de la deuxième octave de l'instrument.
Le style turc est lisse et coulant, la différence entre les graves et les aigus moins marquée que dans le cas iranien qui favorise les staccatos et les changements d'octaves, jouant sur la différence de timbre entre le registre grave et aigu que permet la technique dentale ; le style arabe est quant à lui souvent plus rythmique et semblerait perpétuer la tradition des bergers.

### Interprètes
Parmi les maîtres, on peut citer :

#### musiciens turcs
- Salih Bilgin,
- Kudsi Erguner,
- Suleyman Erguner,
- Akagündüz Kutbay,
- Niyâzi Sayın,
- Omar Faruk Tekbilek,
- Neyzen Tevfik,
- Hayri Tumer.

#### musiciens iraniens
- Kassai,
- Mohammad Moussavi,
- Hossein Omoumi.

#### musiciens arabes
- Mohamad Fityan
- Reda Bedair,
- Naïm Bitar,
- Mokhtar Choumane,
- Mohamed Lajmi,
- Samir Siblini,
- Mohamed Najem.